# Rufino Rodríguez Llaú
Rufino Rodríguez Llaú (La Vega de Cascallana, 14 de junio de 1920 - El Barco de Valdeorras, 11 de marzo de 1981) fue un fotógrafo gallego.

## Trayectoria
Trabajó profesionalmente como Foto Rufino desde el estudio que abrió en 1945 en El Barco de Valdeorras, posteriormente abrió una tienda en La Rúa de Valdeorras. Con su cámara grabó todo tipo de escenas de la vida social de la región.
En 1990 las fotografías de Rufino se publicaron en el libro Cen anos do Barco nas photos (editado por el Ayuntamiento de El Barco, Diputación Provincial de Orense. Recopilación y apuntes de Gustavo Docampo) realizada a partir de una exposición que, con el mismo título, promovió la Agrupación Cultural Sementeira en 1986, reuniendo el primer y más amplio panorama de la fotografía histórica de Valdeorras, recogida en colecciones privadas e incluida en la Programa del Festival Outono Fotográfico .
La obra de Rufino fue objeto de atención de investigadores de la fotografía como Publio López Mondéjar, quien lo incluyó en su libro Fotografía y sociedad en la España de Franco: fuentes de la memoria III (1996) como uno de los fotógrafos populares que dejó testimonio gráfico de La sociedad española de posguerra.

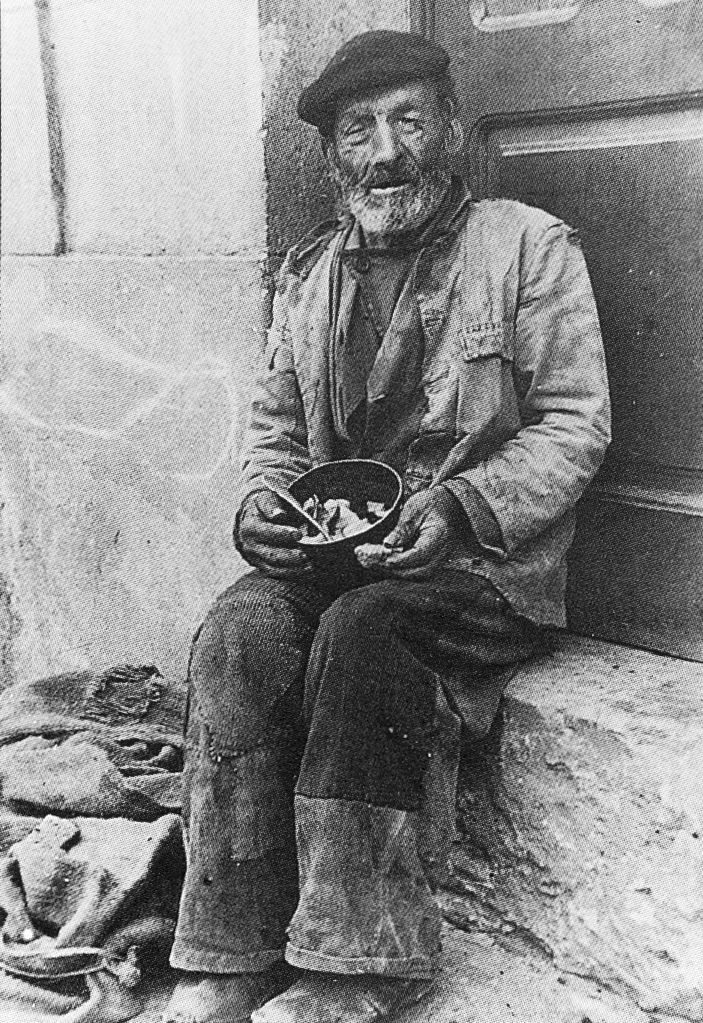
Pobre de pedir. Foto de 1950.

En 1995, el Ayuntamiento de El Barco de Valdeorras, con motivo de la celebración del cincuentenario de Foto Rufino, le dedicó una exposición y editó un catálogo bajo el título "Rufino. Las fotos de toda una vida".
Una selección de las imágenes tomadas por Rufino fueron publicadas en el libro de Gustavo Docampo Paradelo O Barco 1885-1969. Memoria fotográfica (2006, Centro de Cultura Popular Xaquín Lourenzo - Diputación Provincial de Orense).
Imágenes firmadas por Rufino formaron parte de varias exposiciones y fueron publicadas en varios catálogos editados por el Ayuntamiento de Barco de Valdeorras: Vilanova . Imágenes del recuerdo (2007), El puente viejo de San Fernando en el 50 aniversario de su caída (2009), Grandes momentos del baloncesto en Barco. 1949-1989 (2011) y Un siglo de fútbol en el barco (2014).